# エクスプローラー級潜水艦
| エクスプローラー級潜水艦 | エクスプローラー級潜水艦                             |
| ------------------------ | ---------------------------------------------------- |
| 画像をアップロード       |                                                      |
| 艦級概観                 |                                                      |
| 艦種                     | 実験艦                                               |
| 艦名                     |                                                      |
| 前級                     | アンフィオン級潜水艦                                 |
| 次級                     | ポーパス級潜水艦                                     |
| 性能諸元                 |                                                      |
| 排水量                   | 780 t (水上) / 1,000 t (水中)                        |
| 全長                     | 54.3 m                                               |
| 全幅                     | 4.8 m                                                |
| 吃水                     | 3.4 m                                                |
| 推進機関                 | 2軸推進                                              |
| 推進機関                 | 水中：高濃度過酸化水素を用いた閉サイクル蒸気タービン |
| 推進機関                 | 水上：ディーゼル・エレクトリック                     |
| 最大速力                 | 25 kt (水中)                                         |
| 航続距離                 |                                                      |
| 乗員                     | 49名                                                 |
| 兵装                     | なし                                                 |

エクスプローラー級潜水艦（エクスプローラーきゅうせんすいかん Explorer class submarine）はイギリス海軍の潜水艦。高濃度過酸化水素を用いた閉サイクル蒸気タービンを搭載した非大気依存推進 (AIP) 潜水艦の実験艦。

## 概要
ドイツ海軍は第二次世界大戦末期における潜水艦戦力の有効性の減少に対する対策として、水中行動能力を高めるべく、さまざまな推進方式を試行したが、その中にはヴァルター機関と呼ばれる、過酸化水素を用いたAIP潜水艦のプロトタイプが含まれていた。
1945年のドイツの敗戦後、そうしたプロトタイプ潜水艦であるXVIIB型がクックスハーフェン港において沈底処分されていたが、イギリスはその中の1隻を引き揚げ、HMS メテオライトとして1946年に再就役させた。メテオライトの試用とその結果は、潜水艦の水中動力としてのヴァルター機関の可能性に関心を集め、エクスプローラー級2隻の建造につながる研究開発プログラムのきっかけとなった。
エクスプローラー級は、ヴァルター機関および水中高速力の試験のために建造されたため非武装であった。搭載されたヴァルター機関は、過酸化水素とディーゼル燃料を触媒を介して反応させ、その結果、得られた蒸気を利用する蒸気タービン機関である。
エクスプローラー級は多くの初期不良に悩まされ、1番艦の初代艦長は2度目の出港を拒否したほどであった。しかしながら、それらの問題が克服されると、流線型の船殻とあいまって、エクスプローラー級は25ノットもの水中速力を発揮し、印象深い高速力を示した。また、本級には、1人用脱出筒などを含む、当時の最新型の脱出装置を備えていた。
エクスプローラー級は、過酸化水素を燃料とするために一般には'blonde'潜水艦として知られていた。（過酸化水素が毛髪の脱色剤として用いられることにちなむ）。また、イギリス海軍の対潜水艦戦部隊のための演習用高速標的として重用された。しかしながら、エクスプローラー級のもっとも主たる運用は、ヴァルター機関が、潜水艦で利用するための非大気依存推進機関としての長期的な有用性をもつことを最終的に実証するためのものであった。過酸化水素は、耐圧船殻外の特別製のバッグに貯蔵されていたが、不意の爆発事故をよく起こした。加えて、機械室を潜航中は無人にしなければならず、燃焼室の上部からはしばしば炎が吹き上がるさまが見られた。また、船内に充満する悪臭を放つガスを避けるために、乗員が耐圧船殻外に退避し、船殻上に立ち尽くさなければならないこともあった。過酸化水素燃料は、厄介なものであることが判明し、成功とは見なされなかった。これらのために、エクスプローラー級の潜水艦の艦名をもじって、艦を揶揄するあだ名が生まれた。いわく、1番艦エクスプローラーは「爆発物 (Exploder)」、2番艦エクスカリバーは「拷問 (Excruciator)」、そして艦級自体もエクスプローダー級 (Exploder class) というのである。
しかしながら、アメリカ海軍が潜水艦用小型原子炉の開発に成功し、原子力潜水艦が就役すると、ヴァルター機関の研究開発は放棄され、2隻の潜水艦も解体された。この後も、通常動力型潜水艦の水中航続力を増強するための補助機関としての非大気依存推進の研究は、各国で続けられたが、過酸化水素を燃料としてあえて導入しようという努力はもはや見られない。
| 艦歴   | HMS エクスプローラー | HMS エクスカリバー |
| ------ | -------------------- | ------------------ |
| 発注： | 1947年8月26日        | 1947年8月26日      |
| 進水： | 1954年5月5日         | 1955年2月25日      |
| 完工： | 1956年11月28日       | 1958年2月22日      |
| 就役： | 1958年3月            |                    |
| 除籍： | 1962年5月5日         | 1968年             |
| 解体： | 1969年               | 1970年             |

## 同型艦
同型艦は2隻。艦歴は右表を参照。
- エクスプローラー (HMS Explorer)
- エクスカリバー (HMS Excalibur)